# Lawrence Alexander
Lawrence Alexander (Peoria, 22 ottobre 1991) è un ex cestista statunitense.

## Palmarès
- Coppa d'Austria: 1

Oberwart Gunners: 2021